# 胜昔桥站
胜昔桥站位于湖南省娄底市娄星区大埠桥街道，是沪昆铁路上的火车站。车站由广州局集团娄底车务段管辖，目前仅办理专用铁路整车货物发到，西恩铁路在本站出岔，是娄星区的煤炭发送基地。

## 概要
胜昔桥站建于1962年:986，1971年正式开站，当时站内设有3条股道。恩口煤矿投产后，车站既有设备难以满足日益增长的货物运输需求。车站于1981年开始扩建工程:287。
车站目前设有6条股道，外加牵出线和安全线各1条。车站的货运业务现由湖南湘通物流有限公司娄邵分公司代理，主要到发品为煤、焦炭、金矿、汽油及柴油。站内设有通往恩口煤矿和娄底市石油公司的专用线。西（阳）恩（口）专用线全长11.8公里，始建于1959年12月4日动工，1960年2月停工，1978年10月临时开通，1981年正式交付使用:286-7。